# Thiennes British Cemetery
Le cimetière « Thiennes British Cemetery » est un cimetière de la Première Guerre mondiale situé à Thiennes (Nord).

## Victimes
| Pays        | Victimes |
| ----------- | -------- |
| Royaume-Uni | 114      |
| Total       | 114      |

## Coordonnées GPS
50° 39′ 12″ nord, 2° 28′ 48″ est